# Belle II 実験
Belle II 実験（ベル・ツー・じっけん、英: Belle II experiment）とは、高エネルギー加速器研究機構のSuperKEKB加速器とBelle II測定器を用いて、B中間子におけるCP対称性の破れの精密測定と、人類のまだ知らない物理法則の探索を目指す国際共同実験である。世界23の国と地域から約700人が参加する日本最大級の素粒子実験プロジェクトである。

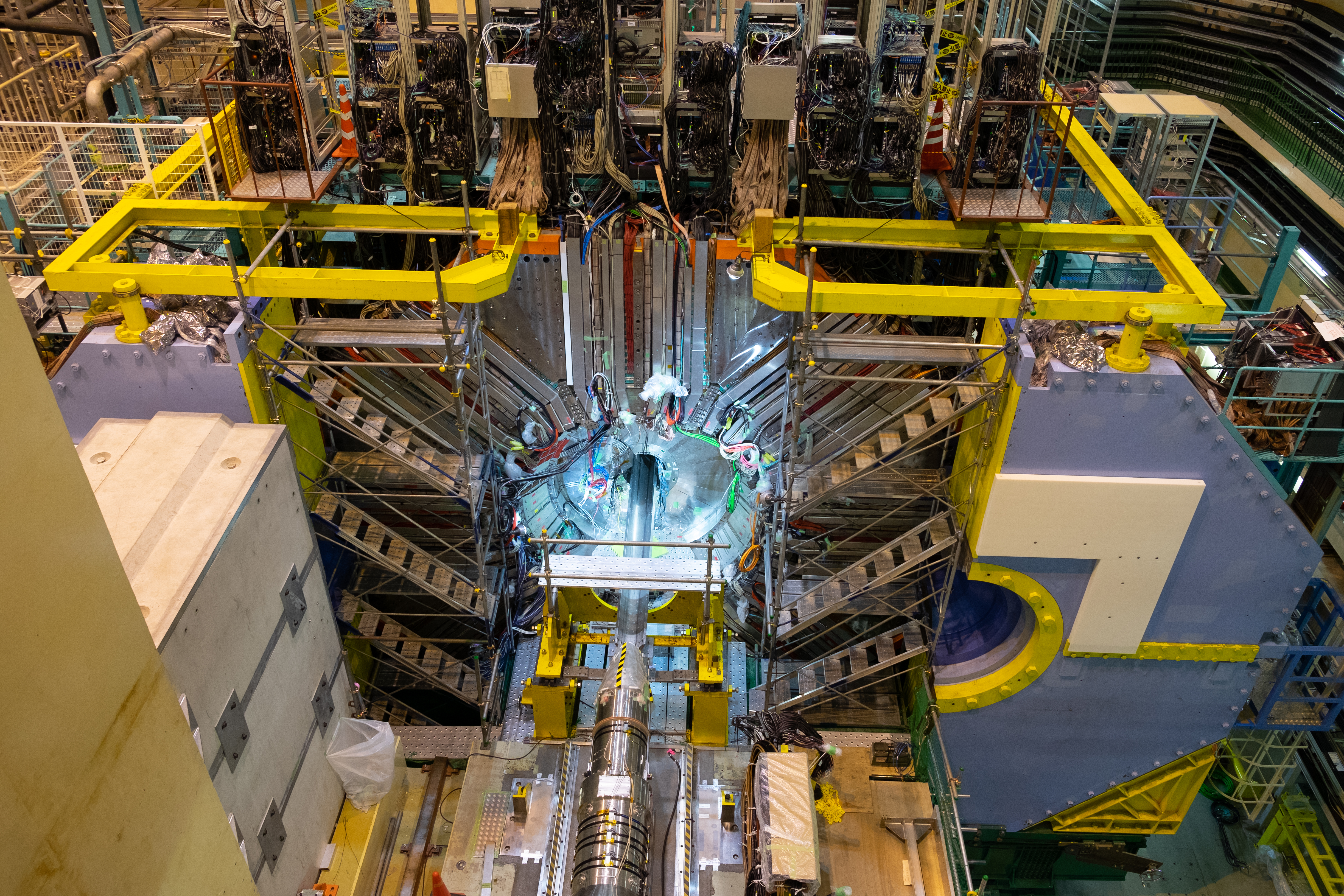
Belle II計測器

## 概要
前身のBelle実験に比べ、加速器の性能を40倍に高め、取得データ量は50倍を目指す。大量のデータ取得によりめったに起こらない稀な素粒子反応を測定するチャンスを向上させることで、新しい物理法則やそれに伴う新しい粒子の発見が期待される。
有名な素粒子の実験としてCERNのLHCなどがよく挙げられるが、そちらはより高エネルギーの領域（エネルギーフロンティア）での実験であるのに対し、Belle II 実験はより高精度の領域（ルミノシティフロンティア）で実験を行うことにより、新物理の探索を行う。Belle II 実験から得られた観測データと富岳スパコンを利用した、標準模型の精密検証が計画されている。
2010年にデータ取得を終了した直後から、Belle II実験に向けた加速器および測定器の高度化に向けた改良作業が始まった。実験はPhase1、Phase2、Phase3と、段階的に計画されている。
2018年4月26日に、電子と陽電子の衝突が観測され、「ハドロン事象」及び「Bhabha散乱」が確認された。
そして2019年3月11日よりBelle II 測定器を使った本格的な運用がスタートしている。

2019年12月3日に瞬間ルミノシティが{\displaystyle 10^{34}{\rm {cm^{-2}s^{-1}}}}に到達した。
この値はこれまでの素粒子実験の中でもBelle, BaBar, CMS, ATLASの4実験のみで達成されているもので、Belle II実験は現在のところ順調であると言える。

### 各フェーズの時期と概要
| フェーズ名 | 時期            | 概要                                        |
| ---------- | --------------- | ------------------------------------------- |
| Phase1     | 2016年2月〜6月  | SuperKEKB加速器の試験運転                   |
| Phase2     | 2018年3月～7月  | 衝突運転に向けた調整運転 4/26、初衝突に成功 |
| Phase3     | 2019年3月11日～ | 本格的な物理測定実験                        |

## 検出器

### 崩壊点位置検出器
Belle II 検出器の最も内側にある。B中間子などの崩壊点を測定する。6層構造になっており、内側2層をピクセル型検出器(PXD)、外側4層をシリコンバーテックス検出器(SVD)が構成する。

### 中央飛跡検出器(CDC)
荷電粒子の軌跡、運動量、エネルギー損失を測定する検出器である。巨大なワイヤーチェンバーである。

### 粒子識別装置
エアロゲルRICHカウンター(ARICH)とTOPカウンターからなる。荷電粒子が光速近くでシンチレーターの中を通過することで生じるチェレンコフ光を使って、粒子を識別する。

### 電磁カロリメータ(ELC)
粒子のエネルギーを測定する。粒子がシンチレーターに入射することで電磁シャワーが生じることを利用する。

### ミュー粒子・中性K中間子検出器
KLMと呼ばれる。ミュー粒子の検出とミュー粒子に質量の良く似た荷電パイ中間子との識別及びK０L粒子の検出を目的としている。